# Kwame Vaughn
Pour les articles homonymes, voir Kwame et Vaughn.
Kwame Vaughn, né le 31 mai 1990 à Oakland en Californie, est un joueur américain de basket-ball.

## Biographie
Le 13 juillet 2016, il signe à l'ASVEL Lyon-Villeurbanne.
Après seulement trois matchs joués, Kwame Vaughn quitte l'ASVEL pour rejoindre le Francfort Skyliners.

## Palmarès et distinctions

### Distinctions personnelles
- 1 fois joueur de la semaine en championnat de Belgique[3].